# Křešice (Libáň)
Křešice je vesnice, část města Libáň v okrese Jičín. Nachází se asi 4 km na jih od Libáně. V roce 2009 zde bylo evidováno 57 adres. V roce 2001 zde trvale žilo 35 obyvatel.
Křešice leží v katastrálním území Křešice u Psinic o rozloze 3,49 km2.

## Další fotografie

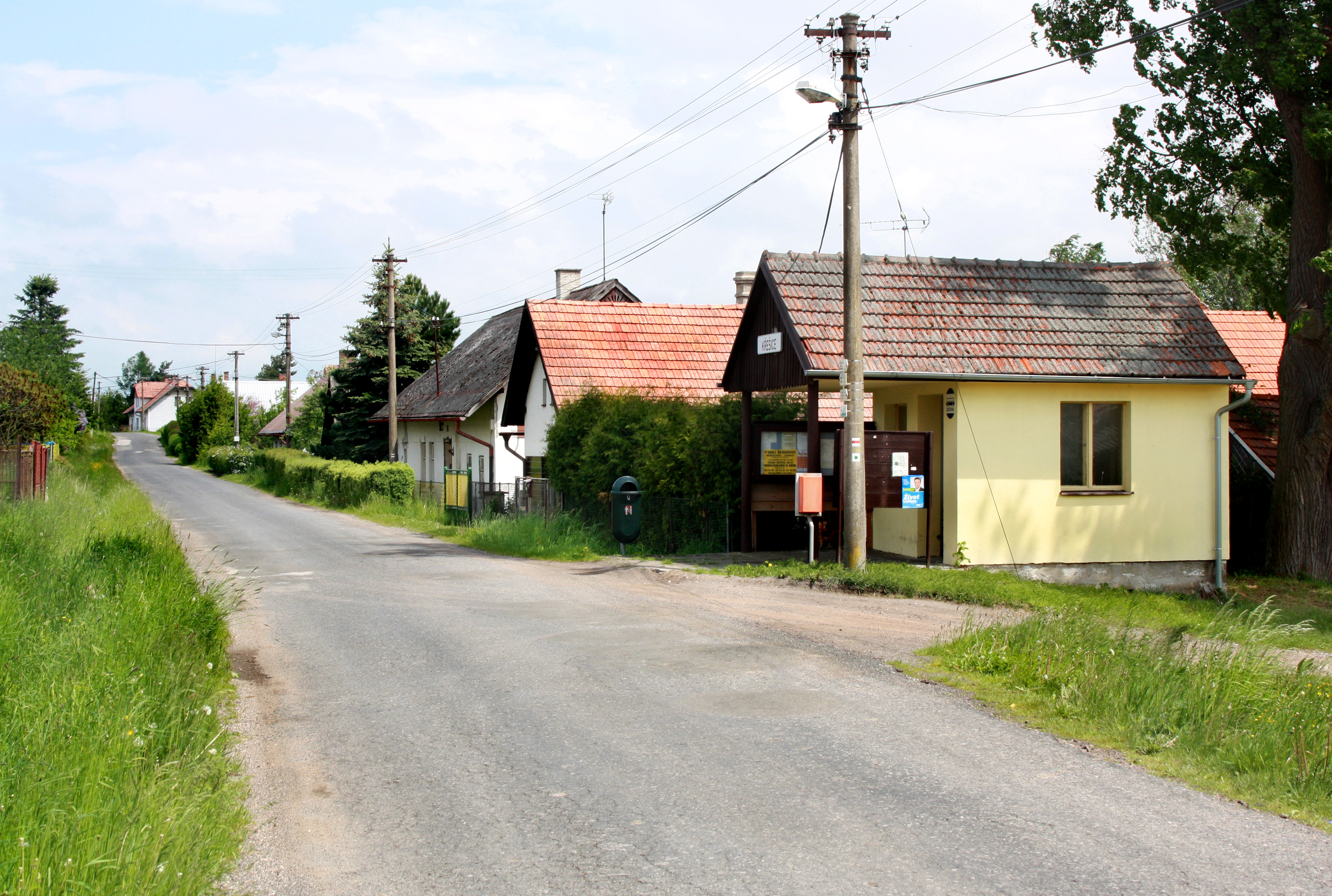
Hlavní silnice
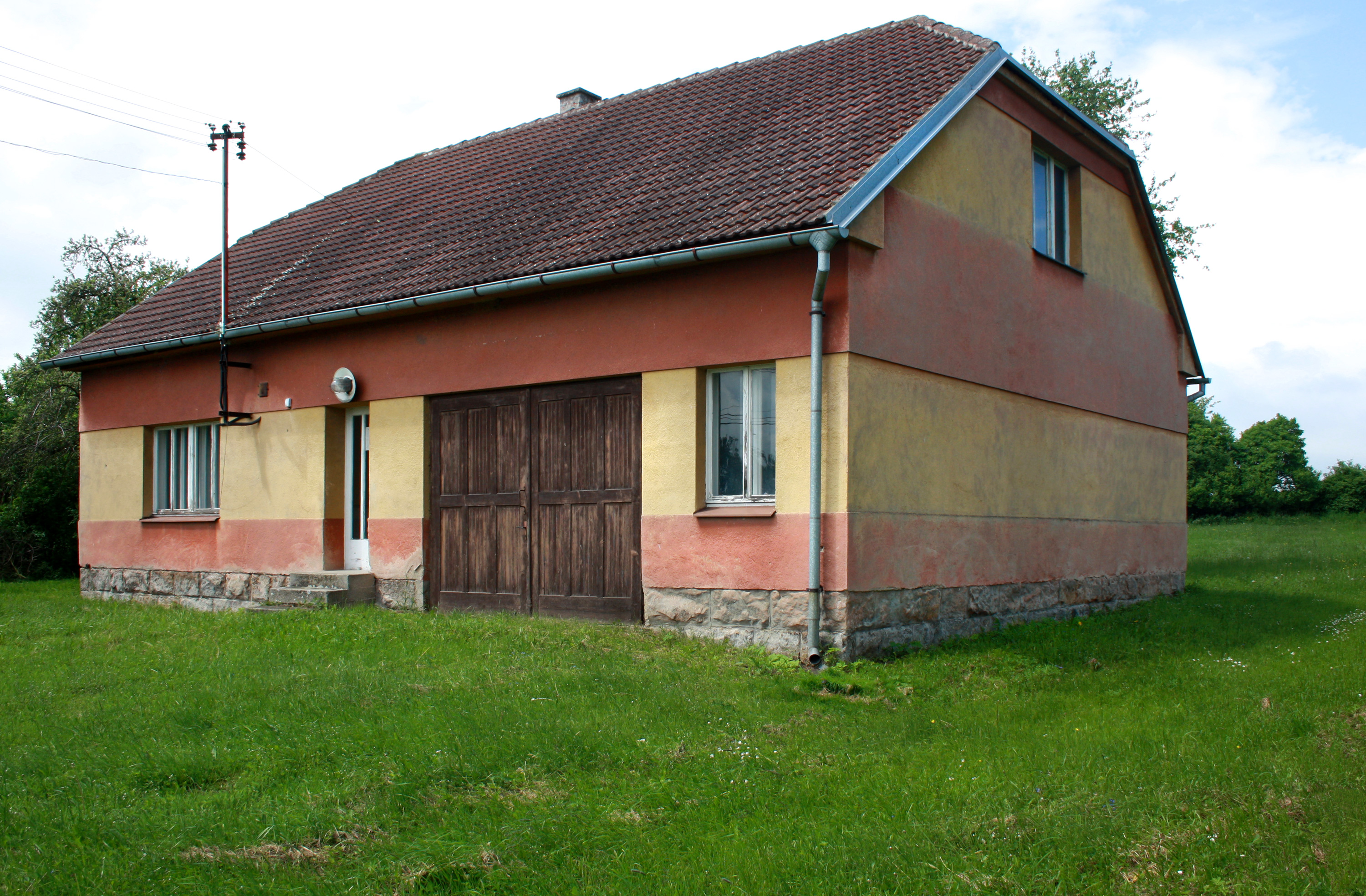
Hasičská zbrojnice